# Krasnodarská přehrada
Krasnodarská přehrada nebo také Kubáňské moře (rusky Краснодарское водохранилище nebo Кубанское море) je přehradní nádrž na území Krasnodarského kraje a Adygejské republiky v historickém regionu Kubáň v Rusku. Je to největší přehradní nádrž na severním Kavkaze. Má rozlohu 420 km². Je 40 km dlouhá a maximálně 15 km široká. Průměrná hloubka je 6 m. Objem kolísá od 2 km³ do 3,1 km³ (po přičtení protipovodňové rezervy).

## Vodní režim
Nádrž na řece Kubáň byla napuštěna vodou v letech 1973-75. Východní část nové přehradní nádrže tehdy pohltila starší Tšickou přehradu, jež je od západní části oddělená polozatopenou přehradní hrází. Úroveň hladiny kolísá v rozsahu 8 m.

### Přítoky
Dalšími přítoky jsou bývalé levé přítoky Kubáně Belaja, Pšiš, Marta, Apčas, Šunduk, Psekups.

## Využití
Reguluje sezónní kolísání průtoku. Byla postavena pro zavlažování rýžových polí a boj s povodněmi. Ve východní části je rozšířený rybolov. Zpočátku byla na přehradě organizovaná vodní doprava, ale kvůli velkým říčním nánosům, které způsobily vznik rozsáhlých mělčin byl její provoz ukončen. Po napuštění přehrady byly zatopené úrodné oblasti Adygejské republiky a obyvatelstvo 20 vesnic bylo přestěhováno do města Teučežsk (později přejmenovaný na Adygejsk) a vesnice Tljustenchabl. Na konci 20. století se uvažovalo o vypuštění přehrady, ale od těchto plánů bylo nakonec upuštěno.